# Zoumana Keita
Zoumana Keita (* 16. November 2005 in Köln) ist ein deutscher Fußballspieler, der aktuell beim RSC Anderlecht unter Vertrag steht.

## Karriere
In der Jugend spielte Zoumana Keita zunächst für den 1. FC Köln, bevor er im Sommer 2020 auf die rechte Rheinseite zu Viktoria Köln wechselte.
Am 1. Dezember 2024 feierte Keita sein 3. Liga-Debüt gegen den SV Wehen Wiesbaden. Kurz darauf, am 30. Dezember, entschied er sich für eine Vertragsverlängerung, bis Juni 2027, bei den Höhenbergern.
Zur Saison 2025/26 wechselte Keita zum belgischen Erstligisten RSC Anderlecht.

## Erfolge
- Mittelrheinpokal-Sieger: 2025 mit Viktoria Köln